# Vivian Street
 (décembre 2020).
Pour les articles homonymes, voir Vivian.
Vivian Street est une artère principalement à sens unique dans le centre de Wellington, en Nouvelle-Zélande. Elle fait partie du réseau national de la route nationale 1.

## Quartier chaud
La rue faisait partie du quartier chaud de Wellington, en particulier dans sa moitié ouest, à la jonction avec Cuba Street, pendant la majeure partie du 20e siècle. Il contenait des strip-joints, des peep shows et des bordels illégaux. Pendant la Première Guerre mondiale, la région était connue sous le nom de Gallipoli, en raison du nombre de soldats visitant la région. Avec la dépénalisation de la prostitution au début du 21e siècle, la «réputation» de Vivian Street connaît un renouveau, avec la récente ouverture du Club des messieurs Il- Bordello et la réouverture du Liks Bar. Entre ces deux établissements se trouve une salle de concert pour musiciens underground et autres artistes émergents de Nouvelle-Zélande, le Valve Bar.